# Torneo de Kitzbühel 2020
El Generali Open Kitzbühel 2020 fue un torneo de tenis perteneciente al ATP Tour 2020 en la categoría ATP Tour 250. El torneo tuvo lugar en la ciudad de Kitzbühel (Austria) desde el 8 hasta el 13 de septiembre sobre tierra batida.

## Distribución de puntos
| Modalidad            | Campeón | Finalista | Semifinales | Cuartos de final | 2ª ronda | 1ª ronda | Clasificados | 2ª ronda de clasificación | 1ª ronda de clasificación |
| Individual masculino | 250     | 165       | 100         | 50               | 25       | 0        | 13           | 7                         | 0                         |
| Dobles masculino     | 250     | 150       | 90          | 45               | 20       | 0        | -            | -                         | -                         |

## Cabezas de serie

### Individuales masculino
| Tenista              | Ranking | Preclasificados |
| Fabio Fognini        | 12      | 1               |
| Diego Schwartzman    | 13      | 2               |
| Dušan Lajović        | 24      | 3               |
| Nikoloz Basilashvili | 30      | 4               |
| Hubert Hurkacz       | 33      | 5               |
| Kei Nishikori        | 34      | 6               |
| Guido Pella          | 36      | 7               |
| Albert Ramos         | 41      | 8               |

- Ranking del 31 de agosto de 2020.[2]

### Dobles masculino
| Tenista                            | Ranking | Preclasificados |
| Marcel Granollers Horacio Zeballos | 19      | 1               |
| Ivan Dodig Filip Polášek           | 19      | 2               |
| Oliver Marach Jürgen Melzer        | 57      | 3               |
| Austin Krajicek Franko Škugor      | 72      | 4               |

## Campeones

### Individual masculino
Miomir Kecmanović venció a  Yannick Hanfmann por 6-4, 6-4

### Dobles masculino
Austin Krajicek /  Franko Škugor vencieron a  Marcel Granollers /  Horacio Zeballos por 7-6(7-5), 7-5